# یواس‌اس گریزولد (دی‌ئی-۷)
یواس‌اس گریزولد (دی‌ئی-۷) (به انگلیسی: USS Griswold (DE-7)) یک کشتی بود. این کشتی در سال ۱۹۴۳ ساخته شد.